# Hamada Emam
Hamada Emam (en árabe: محمد يحيى الحرية إمام‎); (El Cairo, 28 de noviembre de 1943-El Cairo, 9 de enero de 2016) fue un futbolista egipcio que jugaba en la demarcación de delantero. Fue el hijo del también futbolista Yehia Emam, y el padre de Hazem Emam.

## Selección nacional
Hamada Emam jugó varios partidos con la selección de fútbol de Egipto, tales como un partido amistoso contra Brasil el 17 de mayo de 1963, dos amistosos contra Alemania Oriental el 20 y el 24 de enero de 1967, además de un partido de clasificación para la Copa Africana de Naciones de 1968 contra Libia.

## Clubes
| Club       | País   | Año         | Partidos | Goles |
| ---------- | ------ | ----------- | -------- | ----- |
| Zamalek SC | Egipto | 1957 - 1974 | 267      | 74    |

## Palmarés

### Campeonatos nacionales
| Título                     | Club       | País   | Año  |
| -------------------------- | ---------- | ------ | ---- |
| Primera División de Egipto | Zamalek SC | Egipto | 1960 |
| Primera División de Egipto | Zamalek SC | Egipto | 1964 |
| Primera División de Egipto | Zamalek SC | Egipto | 1965 |
| Copa de Egipto             | Zamalek SC | Egipto | 1959 |
| Copa de Egipto             | Zamalek SC | Egipto | 1960 |
| Copa de Egipto             | Zamalek SC | Egipto | 1964 |